# Talbot Jennings
Talbot Jennings (né le 25 août 1894 à Shoshone (Idaho) et mort le 30 mai 1985  à East Glacier Park Village) est un scénariste américain.

## Filmographie partielle
- 1934 : Résurrection de Rouben Mamoulian
- 1935 : Les Révoltés du Bounty de Frank Lloyd
- 1936 : Roméo et Juliette de George Cukor
- 1937 : Visages d'Orient de Sidney Franklin
- 1938 : Les Gars du large de Henry Hathaway
- 1939 : Les Maîtres de la mer de Frank Lloyd
- 1940 : Le Grand Passage  de King Vidor
- 1940 : La Vie de Thomas Edison de Clarence Brown
- 1941 : Ainsi finit notre nuit de John Cromwell
- 1942 : Ten Gentlemen from West Point de Henry Hathaway
- 1944 : L'aventure vient de la mer de Mitchell Leisen
- 1946 : Anna et le Roi de Siam de John Cromwell
- 1949 : Landfall de Ken Annakin
- 1950 : La Rose noire de Henry Hathaway
- 1951 : Au-delà du Missouri de William A. Wellman
- 1953 : Les Chevaliers de la Table ronde de Richard Thorpe
- 1955 : Tant que soufflera la tempête de Henry King
- 1955 : Les Perles sanglantes d'Allan Dwan
- 1955 : Les Rubis du prince birman d'Allan Dwan
- 1957 : La Sanglante Embuscade (Gunsight Ridge) de Francis D. Lyon
- 1965 : Les Quatre Fils de Katie Elder de Henry Hathaway